# Scottish First Division 2003-2004
La Scottish First Division 2003-2004 è stata la 98ª edizione della seconda serie del campionato di calcio scozzese, la 9ª edizione nel formato corrente di 10 squadre, sotto l'organizzazione della Scottish Football League (SFL). La stagione è iniziata il 9 agosto 2003 e si è conclusa il 15 maggio 2004.

Il Inverness ha vinto il campionato ed è stato promosso direttamente in Scottish Premier League.

L'Ayr United e il Brechin City sono stati retrocessi in Scottish Second Division.

## Stagione

### Novità
Alla fine della First Division 2002-2003 il Falkirk, primo classificato, non ha ottenuto la licenza per disputare la Premier League 2003-2004. L'Alloa Athletic e l'Arbroath sono stati retrocessi in Second Division 2003-2004.

Dalla Second Division 2002-2003 sono stati promossi il Raith Rovers, primo classificato, e il Brechin City, secondo classificato.

### Formula
Il campionato è composto di 10 squadre che si affrontano in un doppio girone di andata-ritorno per un totale di 36 giornate.

La prima classificata viene promossa direttamente in Scottish Premier League. Le ultime due classificate vengono retrocesse direttamente in Scottish Second Division.

## Squadre partecipanti
| Club               | Città       | Stadio                   | Posizione 2002-2003         |
| ------------------ | ----------- | ------------------------ | --------------------------- |
| Ayr Utd            | Ayr         | Somerset Park            | 6º posto                    |
| Brechin City       | Brechin     | Glebe Park               | 2º posto in Second Division |
| Clyde              | Cumbernauld | Broadwood Stadium        | 2º posto                    |
| Falkirk            | Falkirk     | Falkirk Stadium          | 1º posto                    |
| Inverness          | Inverness   | Caledonian Stadium       | 4º posto                    |
| Queen of the South | Dumfries    | Palmerston Park          | 5º posto                    |
| Raith Rovers       | Kirkcaldy   | Stark's Park             | 1º posto in Second Division |
| Ross County        | Dingwall    | Victoria Park (Dingwall) | 8º posto                    |
| St. Johnstone      | Perth       | McDiarmid Park           | 3º posto                    |
| St. Mirren         | Paisley     | St. Mirren Park          | 7º posto                    |

## Classifica finale
|  | Pos. | Squadra            | Pt | G  | V  | N  | P  | GF | GS | DR  |
|  | ---- | ------------------ | -- | -- | -- | -- | -- | -- | -- | --- |
|  | 1.   | Inverness          | 70 | 36 | 21 | 7  | 8  | 67 | 33 | +34 |
|  | 2.   | Clyde              | 69 | 36 | 20 | 9  | 7  | 64 | 40 | +24 |
|  | 3.   | St. Johnstone      | 57 | 36 | 15 | 12 | 9  | 59 | 45 | +13 |
|  | 4.   | Falkirk            | 55 | 36 | 15 | 10 | 11 | 43 | 37 | +6  |
|  | 5.   | Queen of the South | 54 | 36 | 15 | 9  | 12 | 46 | 48 | -2  |
|  | 6.   | Ross County        | 49 | 36 | 12 | 13 | 11 | 49 | 41 | +8  |
|  | 7.   | St. Mirren         | 41 | 36 | 9  | 14 | 13 | 39 | 46 | -7  |
|  | 8.   | Raith Rovers       | 34 | 36 | 8  | 10 | 18 | 37 | 57 | -20 |
|  | 9.   | Ayr Utd            | 31 | 36 | 6  | 13 | 17 | 37 | 58 | -21 |
|  | 10.  | Brechin City       | 27 | 36 | 6  | 9  | 21 | 37 | 73 | -36 |

Legenda:

      Promossa in Premier League 2005-2006
      Retrocesse in Second Division 2005-2006
Tre punti a vittoria, uno a pareggio, zero a sconfitta.
La classifica viene stilata secondo i seguenti criteri:
- Punti conquistati
- Differenza reti generale
- Reti totali realizzate
- Punti realizzati negli scontri diretti
- Differenza reti negli scontri diretti
- Reti realizzate negli scontri diretti
- play-off (solo per definire la promozione, la retrocessione)

### Verdetti
- Inverness vincitore della Scottish First Division e promosso in Scottish Premier League 2004-2005
- Ayr United e Brechin City retrocesse in Scottish Second Division 2004-2005.

## Statistiche

### Classifica marcatori
| Gol |  |  | Giocatore        | Squadra            |
| --- |  |  | ---------------- | ------------------ |
| 15  |  |  | Ian Harty        | Clyde              |
| 14  |  |  | Paul Ritchie     | Inverness          |
| 13  |  |  | David Bingham    | Inverness          |
| 13  |  |  | Alex Burke       | Queen of the South |
| 13  |  |  | John Sutton      | Raith Rovers       |
| 12  |  |  | Pat Keogh        | Clyde              |
| 12  |  |  | Sean O'Connor    | Queen of the South |
| 11  |  |  | Barry Wilson     | Inverness          |
| 11  |  |  | Mixu Paatelainen | St. Johnstone      |
| 10  |  |  | Andy Smith       | Clyde              |
| 10  |  |  | David Winters    | Ross County        |